# Miszna

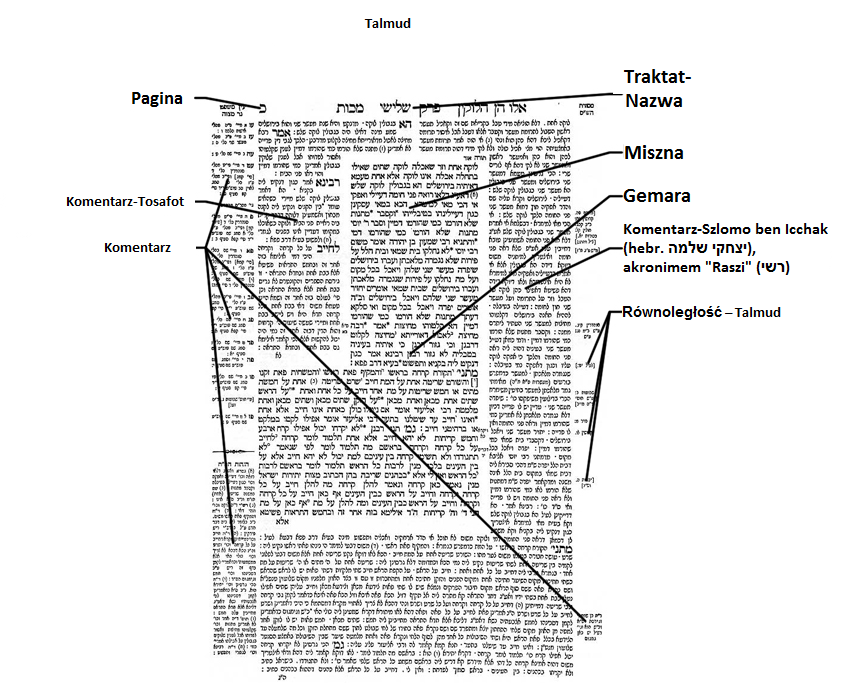
Struktura karty Talmudu wraz z umiejscowieniem Miszny

Miszna (hebr. ‏משנה‎ miszna „nauczać”, „ustnie przekazywać”, „studiować”, „badać”, od ‏שנה‎ szana „powtarzać”, „różnić się”, „być odmiennym”; jid. Miszne) – w judaizmie uporządkowany zbiór tekstów ustnego prawa uzupełniający Torę (Prawo pisane). Według wierzeń judaizmu stanowi ustną, niespisaną część prawa nadanego przez Boga na Synaju, tzw. Torę ustną. Jest świętym tekstem judaizmu i jest traktowana na równi z Tanach (Biblią hebrajską). Zbiór był w Izraelu od wieków przekazywany ustnie z pokolenia na pokolenie, zwiększył swój rozmiar szczególnie w okresie od III w. p.n.e. do II w. n.e. w wyniku systematycznego uzupełniania komentarzy przez tannaitów, żydowskich nauczycieli prawa ustnego. Miszna została spisana dopiero w II–III w. Prace redakcyjne zapoczątkował rabin Akiba ben Josef, a kształt ostatecznej redakcji tekstu nadał Juda ha-Nasi. Miszna składa się z 6 porządków (hebr.: sedarim), które dzielą się na 63 traktaty, te zaś na rozdziały i lekcje. Miszna jest częścią Talmudu i zawiera podstawowe reguły postępowania i normy prawne judaizmu.

## Nazewnictwo
Nazwa „Miszna” hebr. ‏משנה‎ (l.mn. misznajot) wywodzi się od hebrajskiego słowa šānā oznaczającego: „powtarzać”, „różnić się”, „być odmiennym”. Z biegiem czasu, ulegając wpływom odpowiednika z języka aramejskiego tanna, określenie miszna zmieniło znaczenie na „uczyć”, „odpowiadać”, a ostatecznie oznacza „nauczać”, „ustnie przekazywać”, „studiować”, „badać”. W jidysz: Miszne. Czasownik „szana”, rozumiany pierwotnie jako „powtarzać,” zyskał więc w postbiblijnym języku hebrajskim znaczenia „uczyć” i „uczyć się” tego, co zostało przekazane tylko ustnie, a nie na piśmie. W takim znaczeniu określenie „Miszna” dotyczyło „prawa, które zostało przekazane ustnie”, a w konsekwencji było odnoszone także do midraszy halachicznych (hebr. midraszej halacha, Sifrej).
Określenie „miszna” stosowano też w odniesieniu do oznaczenia:
- pojedynczego wyjaśnienia czy interpretacji danego autorytetu,
- całej nauki, przekazywanej przez jednego, konkretnego tannaitę,
- zbioru ustnej tradycji skodyfikowanego przez rabina Judę ha-Nasiego,
- zbioru nauk różnych nauczycieli.

Tradycja ustna, czyli rozwinięcia i komentarze, przekazywane ustnie i spisane potem w Misznie i w Talmudzie, określana jest jako Prawo Ustne, a także Tora Ustna (hebr. ‏תורה שבעל פה‎, Tora sze-be-al pe; jid.: Tojre-szebalpe).
W obu wersjach Talmudu (Talmud babiloński i Talmud palestyński) Miszna była określana w odmienny sposób. W kompilacji babilońskiej oznaczenie Misznatejnu (hebr. = Nasza Miszna) odnosiło się do Miszny znanej w obecnej postaci, natomiast inne zbiory nazywano misznami (hebr. misznajot). Ustne nauki określano jako matnitim (z aram. = „nauki”; od matnita = nauczanie) lub berajtot. W wersji palestyńskiej zbiór skodyfikowany przez Judę ha-Nasiego określano mianem Matnita, zaś inne formy nauk nazywano misznajot.

## Rola Miszny w życiu religijnym judaizmu
Pisma rabiniczne – w tym Miszna – stanowią kompilację poglądów różnych rabinów na określony temat. Zgodnie z wierzeniami judaizmu Mojżesz otrzymał od Boga całą Torę, ale w dwóch częściach: jedną część w formie pisanej, a drugą część w formie ustnej. Miszna – jako Tora ustna – była traktowana nie tylko jako uzupełnienie Tory spisanej, ale również jako jej interpretacja i wyjaśnienie w konkretnych sytuacjach życiowych. Tym samym Miszna stanowiąca kodeks Prawa religijnego zaczęła równocześnie służyć za jego ustnie przekazywany podręcznik.
Miszna opisuje życie Żydów z religijnego punktu widzenia. W zbiorze tym nawet sprawy, które zdają się być zwykłymi, codziennymi czynnościami, ujawniają ich religijny wymiar. Miszna ma wyjaśniać i komentować Torę spisaną, która wyznacza powinności życiowe wiernych.

„Istotą Miszny jest wyjaśnienie przykazań, które Bóg dał ludowi Izraela na Synaju. Przykazania te spisane w Pięcioksięgu przyjęło się określać terminem
Tora spisana. Miszna stanowi podstawę Tory ustnej, która zgodnie z żydowską tradycją również została przekazana naszemu Nauczycielowi Mojżeszowi na górze
Synaj. Majmonides poucza o tym we wstępie do porządku Zeraim: «Wiedz, że każde przykazanie, które Święty, niech będzie błogosławiony, dał naszemu Nauczycielowi
Mojżeszowi, niech pokój będzie z nim, dał mu je z komentarzem... najpierw wypowiedział przykazanie, a potem wyjaśnił mu jego istotę». To oznacza, że Torę
spisaną powinno się pojmować według przyjętych reguł, czyli przy pomocy Tory ustnej, która uzupełnia Boże Objawienie.” (Stas Wojciechowicz, wstęp do „Miszna: Zeraim”, Warszawa 2013)

## Język Miszny
Na przestrzeni wieków język hebrajski przechodził znaczne zmiany na różnych płaszczyznach systemu językowego. Umowne ramy czasowe funkcjonowania języka hebrajskiego biblijnego obejmują okres od 1200 do 200 r. p.n.e. W przeciwieństwie do spisanej Tory, która powstała w języku hebrajskim starożytnym (biblijnym), żywy, mówiony język Tory Ustnej podlegał aktualnym przemianom. Następcą języka biblijnego był język misznaicki. Nie był on jednak bezpośrednim następcą języka starożytnego, bowiem – prawdopodobnie od V wieku p.n.e. – w codziennym użyciu były mówione, dialektowe odmiany języka hebrajskiego, współistniejące z hebrajskim starożytnym (biblijnym). Po powrocie z niewoli babilońskiej pozycja dialektów słabła na rzecz języka aramejskiego i prawdopodobnie już od V w. p.n.e. stopniowo ewoluowały w kierunku języka hebrajskiego misznaickiego, który jako język literacki pojawił się dopiero pod koniec I wieku n.e.
Język hebrajski misznaicki cechuje rozbudowana składnia, ułatwiająca precyzyjne wyrażanie myśli. Ewolucji uległy zasady posługiwania się czasami, a słownictwo wzbogaciło się o słowa zapożyczone z języka aramejskiego, greckiego, perskiego i z łaciny. Różnice między językiem hebrajskim starożytnym a misznaickim są wyraźne. Obejmują one zarówno słownictwo, gramatykę, jak i ogólny styl wypowiedzi.
Język Miszny jest językiem specyficznym. Jest specjalistycznym językiem religijnej dysputy tannaitów, a w konsekwencji stał się z czasem językiem świętych tekstów judaizmu. Był odmianą naturalnej w owych czasach hebrajszczyzny, ale służącą wyłącznie do przekazu najważniejszych treści religijnych. Współtworzący ją uczeni tannaiccy wykazywali troskę o czystość języka, unikali brzydkich wyrazów, stosowali ekwiwalentne eufemizmy, ale równocześnie nie unikali tematów tabu, co widać w omówieniach spraw natury intymnej.
Fakt nieustannego aktualizowania, rozbudowywania i kompilowania wyrażanych w niej – często odmiennych czy przeciwstawnych – poglądów różnych rabinów na określony temat odzwierciedla różnorodność rozstrzygnięć przedstawianych przez różne autorytety. Opinie wyrażane przez rabinów mają niższy autorytet niż prawa biblijne. Z tego powodu najczęściej stosowaną w pismach rabinackich formułą jest: „rabbi [tu pada jego imię] mówi:...” lub – w opiniach, w których trudno było ustalić autora – „Mędrcy mówią” lub „Szkoła Hillela mówi” albo „Szkoła Szammaja mówi”. Natomiast stosowana formuła „jest napisane:...” odnosi się do zapisów Biblii.

## Tradycja ustna

### Geneza
Źródłosłów nazwy Miszna – od hebrajskiego czasownika ‏שנה‎ szana „powtarzać” – oddaje jej istotę. Najstarszą formą komentowania i wyjaśniania prawa halachicznego był midrasze halachiczne. Ich elementy można odnaleźć w Misznie. Rabiniczny zbiór nauczania był powtarzany, wręcz recytowany i pochodził z ustnej tradycji sięgającej (według wierzeń rabinów) czasów Mojżeszowych. Zgodnie z wierzeniami judaizmu obie formy objawienia Tory (Tora Ustna i Tora Spisana) zostały objawione przez Boga Mojżeszowi na Synaju. Miszna stanowi więc zbiór spisanego nauczania rabinicznych tradycji przekazywanych ustnie i odwołuje się do tradycji synaickich, których szczegóły nie są znane.
Początki Prawa Ustnego bywają lokowane w V w. p.n.e., w czasach Ezdrasza, sofera wywodzącego się z rodu kapłańskiego. Pisarz ów przepisywał Torę, ale także zbierał i redagował prawa przekazywane przez przodków. W związku z tym, że nie wszystkie reguły życia religijnego były zrozumiałe dla wiernych, wymagały objaśnienia, a także i tłumaczenia na funkcjonujący już wówczas powszechnie język aramejski. Ustne komentarze draszot tłumaczyły istotę praw zawartych w Torze, dodawały do niej pouczenia, wskazówki i instrukcje, nieznacznie ubarwiając opisywane wydarzenia. Z czasem draszot, które w założeniu miały chronić więc Torę przed błędną interpretacją, po sukcesywnym rozbudowywaniu dodawanymi szczegółami i obrazowaniem, zaczęły zmieniać swój charakter. Zyskały rolę zaktualizowanego i uszczegółowianego kodeksu Prawa religijnego.

### Rozwój: III w. p.n.e.–II w. n.e.
W okresie III w. p.n.e.–II w. n.e. komentowaniem i wyjaśnianiem Tory zajmowali się soferowie (soferim), żydowscy uczeni faryzejscy. Ustne prawne normy postępowania oparte na Torze były później sukcesywnie zbierane i redagowane przez pięć (lub sześć) generacji tannaitów działających od ok. 20 do ok. 200 n.e.
Do najważniejszych przedstawicieli tannaitów pierwszej generacji działających po upadku Drugiej Świątyni Jerozolimskiej (70 n.e.) Gamaliel I Starszy i Jochanan ben Zakaj. Rolą tannaitów pierwszej generacji było ocalenie judaizmu i prowadzenie studiów nad Prawem. Według tradycji w końcowym okresie oblężenia Jerozolimy Jochanan ben Zakaj miał uzyskać od cesarza Wespazjana pozwolenie na założenie uczelni talmudycznej w Jawne. W niedługim czasie stała się ona istotnym ośrodkiem religijnym, kulturalnym i politycznym. Dwa kolejne ośrodki tego typu powstały w Liddzie i w Seforis.
Uczeni skupieni wokół Jochanana ben Zakaj utworzyli Sanhedryn, który nawiązywał do dawnej instytucji Sanhedrynu Wielkiego (hebr. Sanhedrin Ha-Gdola). Nowy sanhedryn zyskał autorytet i dążył do uzyskania jedności judaizmu, a utrzymywanie władzy sądowniczej w rękach Żydów pozwalało mu na ograniczenie wpływu Rzymian na życie lokalnej społeczności. Tannaici prowadzili kodyfikację świętych ksiąg, ustalili kanon Biblii hebrajskiej i rozpoczęli prace nad systematyzacją Prawa ustnego.
Powstanie Bar-Kochby (lata 132–135 n.e.) miało znaczący wpływ na funkcjonowanie tannaitów drugiej i trzeciej generacji. Część z nich była świadkami, ale i zarazem uczestnikami powstania, po którego upadku wielu Żydów zginęło lub trafiło do niewoli. Wśród nich było także wielu uczonych. Rzymianie upatrywali w studiowaniu Tory źródła siły narodu żydowskiego i wprowadzili w tym zakresie bezwzględne zakazy. Za samo przechowywanie zwojów Tory groziła posiadaczowi kara śmierci. Od tej pory tannaici prowadzili swoje prace w tajemnicy i w rozproszeniu.
Około 140–145 n.e., gdy tylko zmniejszyły się represje ze strony Rzymian, w Usza w Dolnej Galilei odbyło się zgromadzenie pozostałych przy życiu uczonych. Zebrali się, by podjąć działania zmierzające do zachowania spuścizny swoich poprzedników. Zgromadzeni rozpuścili posłańców, by zwoływali dawnych uczniów i uczonych, jak się okazało – skutecznie. W ten sposób powołano do życia nowy ośrodek religijny w Usza, a później w Seforis i w Tyberiadzie. Tam też siedzibę miał odnowiony Sanhedryn.
Do grupy tannaitów, którzy odegrali kluczową rolę po wspomnianym odrodzeniu religijnym, należeli uczniowie Rabiego Akiwy – Szymon bar Jochaj, Jose ben Chalafta i Rabbi Meir (który był także uczniem rabiego Iszmaela) oraz Szymon ben Gamaliel II i Juda bar Ilaj, którzy podjęli szeroką działalność w całym kraju, w wielu miejscowościach zakładając elementarne szkoły religijne. Rabini kierujący poszczególnymi szkołami wybierali z szerokiej tradycji najbardziej odpowiadającą im wersję interpretacji Prawa. Do tych tradycji dołączali także swoje osobiste opinie. I w taki sposób powstawało wiele wersji przekazywanej ustnie Miszny.

### Ograniczenia religijne w zakresie zapisu prawa
Wszelkiego rodzaju interpretacje Prawa, pouczenia, wskazówki i instrukcje nie mogły być jednak spisywane. Zakaz był wywodzony z Księgi Wyjścia (34,27) i z Księgi Powtórzonego Prawa (5,31), które miały wskazywać, iż podczas zawierania Przymierza z Izraelitami na Synaju Bóg przekazał Mojżeszowi Dziesięć przykazań (w judaizmie: Dziesięć Oświadczeń, hebr. ‏עשרת הדיברות‎, Aseret ha-Dibrot), by je zapisał. Natomiast inne słowa mogły być tylko zapamiętane, ale nie zapisywane. Zapamiętane słowa Mojżesz miał przekazać Jozuemu, a dalej mieli je poznać Starsi Izraela, od nich prorocy, a na końcu członkowie Wielkiego Zgromadzenia. Utrzymywanie ich w przekazie ustnym miało się wiązać z wolą zachowania w tajemnicy słów przekazanych do narodu wybranego, bez spisywania, co mogłoby sprowadzić ryzyko, że tajemnicę mógł poznać ktoś nieupoważniony. Zakaz miał także wynikać z epilogu Księgi Koheleta (12,12).
Żyjący na przełomie II i III wieku n.e. rabin Jochanan ben Napacha miał nawet stwierdzić, że „spisujący halachę są jak ten, kto pali Torę”. Być może obawiano się, że spisanie Tradycji Ustnej mogłoby obniżyć autorytet Tory Pisanej. Problemem były prawdopodobnie także liczne rozbieżności między poszczególnymi wersjami, zaś cytowane ustnie z podawaniem ich autora nie sugerowałyby niejednolitości w samym Prawie, świadcząc tylko o odmiennych poglądach poszczególnych uczonych na te same kwestie.

## Kodyfikacja pisemna
Opinie na temat zakazu nie były jednak jednolite wśród wszystkich uczonych. Część była zdania, że zakaz zapisywania miał dotyczyć tylko halach i aramejskich przekładów ksiąg biblijnych (targumy), a nie tekstów hagadycznych.
Wraz z upływem czasu znacząco narastała liczba formowanych opinii i komentarzy, coraz trudniejsze stawało się ich zapamiętanie. Ryzyko trwałej ich utraty wzmogło się wraz nasileniem represji ze strony Rzymian po upadku Świątyni Jerozolimskiej w 70 n.e. Dokładna data pierwszej pisemnej redakcji Miszny nie jest znana. Prawdopodobnie pierwszej redakcji testów dokonał Hillel (I w. p.n.e./I w. n.e.) lub Rabi Akiwa. Zgodnie z tradycją to Hillel miał dokonać podziału zebranego materiału na sześć porządków (sedarim), wydzielić w nich traktaty (massechtot lub massechtijjot, ew. massechet), a te z kolei podzielić na rozdziały (perakim, perek) oraz lekcje (misznajot). Według części opinii Akiwa miał jedynie dokończyć pracę nad rozpoczętym wcześniej dziełem.

Faryzeusze przekazywali ludowi pewne przepisy zaczerpnięte z tradycji przodków, które nie zostały zapisane w Prawach Mojżeszowych i z tego powodu
odrzucają je Saduceusze; ci bowiem uważają, że prawomocne są tylko te ustawy, które zostały zapisane, natomiast nie trzeba przestrzegać ustaw pochodzących
z tradycji poprzednich pokoleń. Na tym tle doszło między dwoma stronnictwami do dysput i poważnych sporów, w których Saduceusze, pozbawieni jakichkolwiek
wpływów wśród ludu, mieli za sobą tylko ludzi zamożnych, podczas gdy Faryzeusze cieszyli się poparciem mas. (Flawiusz: „Dawne dzieje Izraela”)

### Juda ha-Nasi
Za głównego kodyfikatora uznawany jest żyjący w okresie ok. 139–217 Juda ha-Nasi, cieszący się dużym autorytetem wśród współczesnych mu tannaitów, uczony z piątego pokolenia palestyńskiego tannaitów. Być może przystępując do prac redakcyjnych oparł się na wybranej przez siebie wersji pochodzącej w którejś ze szkół i na tej kanwie – prawdopodobnie we współpracy w innymi tannaitami – dokonał ostatecznej kodyfikacji. Juda ha-Nasi nie powinien jednak być uważany za autora dzieła ani też skodyfikowana pod jego redakcją wersja Miszny nie powinna być rozumiana jako dzieło z III wieku. To zbiór historyczny, zawierający materiał doktrynalny z wieków wcześniejszych, skompilowany, uporządkowany i utrwalony w III wieku.

### Struktura wewnętrzna
Układ Miszny w wersji zaproponowanej przez Judę ha-Nasiego jest zwięzły. Halachy są kilkuzdaniowe. Redaktor zdecydował o opuszczeniu części tradycyjnie przekazywanych wypowiedzi i halach. Powodem mogła być ich kontrowersyjność. Miszna w tej redakcji składa się 6 porządków, 63 traktatów, które dzielą się na rozdziały (parakim), a te na lekcje (zwane także misznami):
1. Zeraim („nasiona”, „rośliny”) zawiera wskazania z zakresu uprawy roli, dbałości o płody rolne oraz żywność, i wspomina o tym, że prawach do plonów przysługują także ubogim, kapłanom i lewitom – obejmuje 11 traktatów:
  1. Berachot („błogosławieństwa”) – traktat zawiera 10 rozdziałów; dotyczy modlitw żydowskich, pochwał Boga i błogosławieństw,
  2. Pea („skraj”) – traktat zawiera 8 rozdziałów; dotyczy zagadnienia skrajów pól, z których plony mogli zbierać ludzie ubodzy,
  3. Demaj („rzeczy wątpliwe”) – traktat zawiera 7 rozdziałów; dotyczy produktów rolnych, których sprzedaż budzi wątpliwość w zakresie spełniania obowiązku dziesięciny,
  4. Kilajim („dwojakość”) – traktat zawiera 9 rozdziałów; dotyczy zasad zabraniających mieszania dwóch rodzajów roślin, zwierząt lub odzieży,
  5. Szewiot („siódmy”) – traktat zawiera 10 rozdziałów; dotyczy spraw roku szabatowego,
  6. Terumot („dary”, „ofiary”) – traktat zawiera 11 rozdziałów; dotyczy różnego rodzajach ofiar (w tym: ofiar kołysania oraz ofiar składanych przez lewitów jako dziesięcina), a także o możliwości zastąpienia ofiar innymi darami,
  7. Maaserot lub Maser riszon („dziesięciny” lub „dziesięcina pierwsza”) – traktat zawiera 5 rozdziałów; dotyczy dziesięciny składanej przez lewitów,
  8. Maaser seni („dziesięcina druga”) – traktat zawiera 5 rozdziałów; dotyczy dziesięciny, którą należy spożyć w Jerozolimie,
  9. Challa („ciasto”) – traktat zawiera 4 rozdziały; dotyczy pierwocin z ciasta oraz sposobów wydzielania jego części przeznaczonych dla kapłanów,
  10. Orla („napletek”) – traktat zawiera 3 rozdziały; dotyczy tzw. „roślin nieobrzezanych”,
  11. Bikkurim („pierwociny”) – traktat zawiera 3 rozdziały; dotyczy pierwocin składanych w świątyni oraz sposobów ich składania,
2. Moed („święto”) – obejmuje 12 traktatów:
  1. Szabat („szabat”) – traktat zawiera 24 rozdziały; dotyczy praw szabatowych,
  2. Eruwin („mieszanina”) – traktat zawiera 10 rozdziałów; dotyczy prawa szabatowego, w tym jak omijać najbardziej uciążliwe zakazy i nakazy,
  3. Pesachim („o święcie Paschy”) – traktat zawiera 10 rozdziałów; dotyczy przygotowań i odprawiania święta Pesach,
  4. Szkalim („szekle”) – traktat zawiera 8 rozdziałów; dotyczy podatków i pełnienia służby świątynnej,
  5. Joma („dzień”) – traktat zawiera 8 rozdziałów; dotyczy Dnia Pojednania (Jom Kipur),
  6. Sukka („szałas”) – traktat zawiera 5 rozdziałów; dotyczy Święta Namiotów (Sukkot),
  7. Brca lub Jom tow („jajko” lub „święto”) – traktat zawiera 5 rozdziałów; dotyczy prac zakazanych w szabat i w inne dni świąteczne,
  8. Rosz Kaszana – traktat zawiera 4 rozdziały; dotyczy święta Nowego Roku (Rosz ha-Szana),
  9. Taanit („post”) – traktat zawiera 4 rozdziały; dotyczy postu i sposobów jego odprawiania, a także kwestie odprawiania postu dla uproszenia deszczu,
  10. Megilla („zwój”) – traktat zawiera 4 rozdziały; dotyczy obchodzenia się z pergaminami oraz ich czytania w czasie nabożeństw; dotyczy także czytania Księgi Estery w Święto Losów (Purim),
  11. Moed katan („małe święto”) – traktat zawiera 3 rozdziały; dotyczy postępowania wiernych między pierwszym a siódmym dniem Pesach, a także między pierwszym a ósmym dniem Sukkot,
  12. Chagiga („uroczystość świąteczna”) – traktat zawiera 3 rozdziały; dotyczy świąt pielgrzymich,
3. Naszim („kobieta”) – o małżeństwie i rozwodzie – obejmuje 7 traktatów:
  1. Jewamot („bratowa”) – traktat zawiera 16 rozdziałów; dotyczy prawa lewiratu oraz możliwości zwolnienia z tego prawa,
  2. Ketubot („zapisania”) – traktat zawiera 13 rozdziały; dotyczy kontraktów małżeńskich, o sposobów ich spisywania i związanych z nimi kwestii prawnych,
  3. Nedarim („śluby”) – traktat zawiera 11 rozdziały; dotyczy ślubów i przysiąg oraz możliwości zwolnienia z nich,
  4. Nazir („nazirejczyk”) – traktat zawiera 9 rozdziały; dotyczy ślubów nazireatu oraz poświęceniu się Bogu,
  5. Sotta („kobieta wiarołomna”) – traktat zawiera 9 rozdziały; dotyczy kwestii cudzołóstwa, ale także przemówień kapłana przed bitwą, a także o znakach mesjańskich,
  6. Gittim („listy rozwodowe”) – traktat zawiera 9 rozdziały; dotyczy rozwodu, redagowania i wręczania listu rozwodowego,
  7. Kidduszim („zaślubiny”) – traktat zawiera 4 rozdziały; dotyczy obrzędów ślubnych, a także zasadach moralnych,
4. Nezikin („szkody”) – prawo cywilne i karne – obejmuje 10 traktatów:
  1. Bawa Kamma („brama przednia”) – traktat zawiera 10 rozdziały; dotyczy szkód materialnych i krzywd wyrządzonych bliźnim,
  2. Bawa Mecyja („brama środkowa”) – traktat zawiera 10 rozdziałów; dotyczy spraw nieruchomości, kupna, sprzedaży, rzeczy znalezionych, pożyczek, dzierżawy, zastawu i wynagrodzeń,
  3. Bawa Batra („brama tylna”) – traktat zawiera 10 rozdziałów; dotyczy własności publicznej i prywatnej, prawa spadkowego, dziedziczenia i podarunków małżeńskich,
  4. Sanhedrin („sanhedryn”, „sąd”) – traktat zawiera 11 rozdziałów; dotyczy sądów oraz ich funkcjonowania,
  5. Makkot („rózgi”) – traktat zawiera 3 rozdziały; dotyczy przestępstw karanych chłostą, o krzywoprzysięstwie i miastach ucieczki,
  6. Szewiot („przysięgi”) – traktat zawiera 8 rozdziałów; dotyczy przysiąg osobistych i sądowych,
  7. Edujjot („świadectwa”, „zeznania”) – traktat zawiera 8 rozdziałów; dotyczy decyzji wydanych przez dawnych mistrzów, głównie dotyczących spraw wątpliwych rozpatrywanych przed sądem w Jabne,
  8. Awoda Zara („bałwochwalstwo”) – traktat zawiera 5 rozdziałów; dotyczy kultu obcych bogów,
  9. Pirke Awot lub Awot („sentencje ojców”, „ojcowie”) – traktat zawiera 5 rozdziałów; zawiera wypowiedzi mędrców od roku 300 p.n.e. do 200 n.e.,
  10. Horajot („rozstrzygnięcia”) – traktat zawiera 10 rozdziałów; dotyczy postępowania w sprawach, w których Sanhedryn lub arcykapłani podejmą błędną decyzję,
5. Kodaszim („świętości”) – ofiary, kult świątynny i obowiązki kapłanów – obejmuje 11 traktatów:
  1. Zewachim („ofiary ze zwierząt”) – traktat zawiera 14 rozdziałów; dotyczy rytuału ofiarniczego i zwierząt przeznaczonych na ofiarę,
  2. Menachot („ofiary z pokarmów”) – traktat zawiera 13 rozdziałów; dotyczy zasad składania ofiar pokarmowych,
  3. Chullin („rzeczy powszednie”) – traktat zawiera 12 rozdziałów; dotyczy przepisów dla pokarmów koszernych i niekoszernych oraz zasad przygotowania posiłków,
  4. Bechorot („pierworodni”) – traktat zawiera 9 rozdziałów; dotyczy pierworództwa w odniesieniu do synów i do zwierząt,
  5. Arachin („oszacowanie”) – traktat zawiera 9 rozdziałów; dotyczy sposobu ustalania opłat, które należy wnieść za osoby, domy, pola lub inne przedmioty, które zgodnie ze złożonymi ślubami winny być ofiarowane w świątyni,
  6. Temura („zamiana”) – traktat zawiera 7 rozdziały; dotyczy ofiar indywidualnych i zbiorowych oraz o częściach ofiar, które powinny być spalone lub zakopane, a także zasad umożliwiających zamianę zwierzęcia przeznaczonego na ofiarę,
  7. Keritot („wycięcia”) – traktat zawiera 6 rozdziałów; dotyczy spraw śmierci osoby, która nie pozostawiła po sobie potomstwa (bezpotomna śmierć była uważana za karę Bożą), a także wylicza 36 grzechów, które karane są śmiercią,
  8. Meila („sprzeniewierzenie”) – traktat zawiera 6 rozdziałów; dotyczy przypadków bezczeszczenia przedmiotów świętych oraz skutków ich używania do świeckich celów,
  9. Tamid („zawsze”) – traktat zawiera 7 rozdziałów; dotyczy ofiar całopalnych,
  10. Middot („miary”) – traktat zawiera 5 rozdziałów; dotyczy planów, wymiarów i wyposażenia świątyni,
  11. Kinnim („gniazda”) – traktat zawiera 3 rozdziały; dotyczy ofiary z ptactwa,
6. Tohorot („rzeczy czyste”) – kwestie czystości i nieczystości rytualnej – obejmuje 12 traktatów:
  1. Kelim („naczynia”) – traktat zawiera 30 rozdziałów; omawia zasady ogólne i dotyczy kwestie czystości sprzętów, naczyń, okryć i odzieży,
  2. Ohalot (Ahilot) („namioty”) – traktat zawiera 18 rozdziałów; dotyczy spraw nieczystości spowodowanej kontaktem z ciałem zmarłego,
  3. Negaim („plagi”) – traktat zawiera 14 rozdziałów; dotyczy chorób skóry (w tym trądu), oraz kontaktu z chorymi i sposobów oczyszczenia,
  4. Para („krowa”) – traktat zawiera 12 rozdziały; dotyczy ofiar z czerwonej jałówki,
  5. Tohorot („rzeczy czyste”) – traktat zawiera 10 rozdziałów; dotyczy nieczystości, które trwają do zachodu słońca
  6. Mikwaot („obmycia”) – traktat zawiera 10 rozdziałów; dotyczy oczyszczeń rytualnych,
  7. Nidda („nieczystość kobieca”) – traktat zawiera 10 rozdziałów; dotyczy nieczystości spowodowanych miesiączkowaniem lub narodzinami dziecka,
  8. Makszirin („rzeczy zdatne”) lub Maszkin („płyny”) – traktat zawiera 6 rozdziałów; dotyczy kwestii przedmiotów, które mogą powodować nieczystość, ale także produktów spożywczych, które mogą stać się nieczyste na skutek zamoczenia ich w winie, miodzie, oliwie, mleku, rosie, krwi lub wodzie,
  9. Zawim („cierpiący na upławy”) – traktat zawiera 5 rozdziałów; dotyczy nieczystości osób, które cierpią z powodu upławów, a także osób, które mają z nimi kontakt,
  10. Tewul Jom („zanurzenie dzienne”) – traktat zawiera 4 rozdziały; dotyczy kwestii osób, które danym dniu korzystały z kąpieli rytualnej, ale pozostają w stanie nieczystości do zachodu słońca,
  11. Jadajim („ręce”) – traktat zawiera 4 rozdziały; dotyczy nieczystości rąk i ich obmycia,
  12. Ukcin („szypułki”) – traktat zawiera 3 rozdziały; dotyczy kwestii nieczystości owoców, których łodygi, szypułki, łupiny lub pestki zetknęły się z przedmiotem nieczystym.

### Późniejsze prace redakcyjne
Po śmierci Judy ha-Nasiego uzupełnianiem Miszny, redagowaniem i zbieraniem nie spisanych wcześniej halach zajmowali się jego uczniowie. Komentarze i uzupełnienia (zwane barajtami) zostały umieszczone w zbiorze Tosefta (aram. תוספתא = uzupełnienie). Następcami tannaitów byli amoraici. Kolejne pokolenia uczonych kontynuowały pracę, czego owocem był aramejskojęzyczny zbiór Gemara (hebr. ‏גמרא‎: uzupełnienie/zakończenie). Gemara powstawała niezależnie w dwóch ośrodkach – palestyńskim i babilońskim. W konsekwencji powstały dwa równoległe zbiory: Gemara Palestyńska i Gemara Babilońska. Miszna z uzupełniającą ją Gemarą tworzą zbiór zwany Talmudem. W ślad za lokalizacją obu ośrodków, w których powstawała Gemara, także Talmud powstał w dwóch wersjach: jako starszy Talmud jerozolimski (palestyński) i jako nowszy – Talmud babiloński.

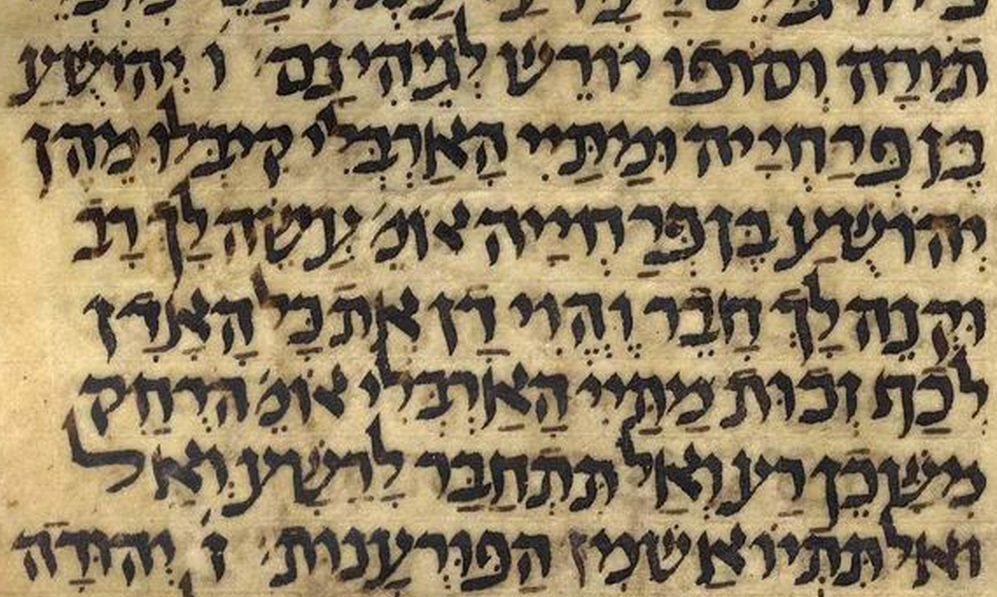
Fragment XII-wiecznego manuskryptu Miszny

### Zachowane manuskrypty
Do czasów współczesnych nie zachował się żaden rękopis Miszny z okresu jej spisywania (koniec I – początek III wieku n.e.). Najstarsze znane manuskrypty datowane są na lata 1100–1400 n.e. W pierwszych wiekach po spisaniu tekstu istniało bardzo mało rękopisów. Miszna nadal funkcjonowała w formie przekazu ustnego. Najprawdopodobniej dopiero pod koniec wieku VII Miszna zaczęła być częściej przepisywana. Dzięki badaniom filologicznym wiadomo, że rękopisy przepisane przed 1250 rokiem (lub nawet przed 1400) zachowały tekst źródłowy. Natomiast niektóre późniejsze manuskrypty i wydania drukowane różniły się w sposób istotny od pierwotnych wersji. Znacznym utrudnieniem dla naukowców są problemy z ustaleniem datacji danego tekstu.
Najbardziej kompletne manuskrypty Miszny są w posiadaniu:
- Biblioteki Węgierskiej Akademii Nauk w Budapeszcie,
- Biblioteki J.B. Rossi,
- Biblioteki Uniwersytetu w Cambridge,
- Monachijskiej Biblioteki Miejskiej.

### Wybrane wydania drukowane
Pierwsze drukowane wydanie Miszny ukazało się w Hiszpanii około 1485. W 1492 w Neapolu wydano wersję z hebrajskim komentarzem Majmonidesa. W Wenecji w 1546–1550 oraz w 1549 z komentarzami Obadiasza Bertinoro.
W Krakowie w latach 1642–1644 ukazało się wznowienie i rozszerzenie wydania praskiego Jom-Towa Lipmanna Hellera. Miszna wydana w Wilnie w 1887 i 1909 zawierała liczne komentarze, w tym Elijahu ben Szlomo Zalmana w Wilna. W latach 1957–1960 w Jerozolimie ukazało się pełne wydanie z komentarzami Hanocha Albecka. W Amsterdamie w latach 1698–1703 wydano tłumaczenie na język łaciński, a w 1760–1763 w Onolzbach tłumaczenie na język niemiecki.